# Stormregion
Stormregion (spotykany też stylizowany zapis StormRegion) – węgierski producent gier komputerowych, działający w latach 1997–2008.

## Historia
Studio powstało w 1997 roku. Najbardziej znane jest z gier Rush for Berlin i serii Codename: Panzers. Zbudowali również własny silnik gry o nazwie Gepard.
W 2006 roku StormRegion wszczął pozew przeciwko firmie Mithis Entertainment, twierdząc, że byli pracownicy StormRegion, którzy odeszli z firmy i dołączyli do Mithis, ukradli kod źródłowy z silnika StormRegion.
W 2007 roku StormRegion został przejęty przez niemiecką firmę 10tacle Studios AG. Po tym, jak niestabilna finansowo 10tacle Studios AG przestała wypłacać pensje w kwietniu 2008 roku, StormRegion stracił wszystkich pracowników i został zmuszony do zamknięcia biura w Budapeszcie.
Nazwa „Stormregion” jest przybliżonym tłumaczeniem węgierskiego terminu „viharsarok” („róg burzy”), historycznej nazwy południowo-wschodniej części Węgier (np. komitat Békés).
W 2015 roku byli pracownicy studia Péter Bajusz i Attila Bánki-Horváth (twórcy S.W.I.N.E.) założyli nową firmę o nazwie Kite Games.

## Gry
- S.W.I.N.E. (2001)
- Codename: Panzers – Faza pierwsza (2004)
- Codename: Panzers – Faza druga (2005)
- Rush for Berlin (2006)
- Rush for the Bomb (2007)
- Codename: Panzers – Zimna wojna (2009)
- Mytran Wars (2009)